# Jacob Fincham-Dukes
Jacob Fincham-Dukes (ur. 12 stycznia 1997 w Harrogate) – brytyjski lekkoatleta specjalizujący się w skoku w dal.
Srebrny medalista juniorskich mistrzostw Europy z Eskilstuny (2015). W 2017 był czwarty na młodzieżowym czempionacie Europy.
Rekordy życiowe: stadion – 8,20 (26 kwietnia 2024, Austin) / 8,45w (26 marca 2022, Austin); hala – 8,08 (20 lutego 2021, Londyn).

## Osiągnięcia
| Rok  | Impreza                                 | Miejsce    | Lokata            | Wynik |
| ---- | --------------------------------------- | ---------- | ----------------- | ----- |
| 2014 | Mistrzostwa świata juniorów             | Eugene     | el. – 15. miejsce | 7,23  |
| 2015 | Mistrzostwa Europy juniorów             | Eskilstuna | 2. miejsce        | 7,75  |
| 2017 | Młodzieżowe mistrzostwa Europy          | Bydgoszcz  | 4. miejsce        | 7,83w |
| 2019 | Młodzieżowe mistrzostwa Europy          | Gävle      | 9. miejsce        | 7,56  |
| 2019 | Superliga drużynowych mistrzostw Europy | Bydgoszcz  | 7. miejsce        | 7,85w |
| 2021 | Halowe mistrzostwa Europy               | Toruń      | 7. miejsce        | 7,79  |
| 2022 | Mistrzostwa Europy                      | Monachium  | 5. miejsce        | 7,97  |
| 2024 | Mistrzostwa Europy                      | Rzym       | 4. miejsce        | 8,12  |
| 2024 | Igrzyska olimpijskie                    | Paryż      | 5. miejsce        | 8,14  |